# دریا چبچی‌اغلو
دریا چبچی‌اغلو (ترکی استانبولی: Derya Cebecioğlu؛ زادهٔ ۲۴ اکتبر ۲۰۰۰) یک بازیکن والیبال اهل ترکیه است. او۱٫۸۱ متر (۵ فوت ۱۱ ۱⁄۲ اینچ) قدو ۶۹ کیلوگرم (۱۵۲ پوند) دارد، و در موقعیت آبشارزن قدرتی بازی می‌کند. او آخرین بار برای تیم باشگاه ورزشی واکیف‌بانک در استانبول بازی کرد. او عضو تیم ملی والیبال زنان ترکیه است.

## حرفه باشگاهی
او فعالیت ورزشی خود را در سن ۱۴ سالگی در واکیف‌بانک آغاز کرد و در تیم‌های آکادمی بازی کرد. با تیم جوانان قهرمان جام حذفی ترکیه شد و بعداً با تیم نوجوانان بانوان دو سال متوالی قهرمان ترکیه شد.
قبل از اینکه در فصل ۱۹–۲۰۱۸ به تیم اصلی واکیف‌بانک منتقل شود به باهچه‌لی‌اولر قرض داده شد. او در این تیم در مسابقات قهرمانی باشگاه‌های جهان والیبال زنان FIVB و لیگ قهرمانان زنان CEV کسب عنوان کرد.. در فصل ۲۰۱۹–۲۰ لیگ والیبال زنان ترکیه، او برای دو فصل به Sistem9 Yeşilyurt قرض داده شد. او در فصل ۲۰۲۰–۲۱ به باشگاه خود  واکیف‌بانک بازگشت.

## زندگی شخصی
دریا چبچی‌اغلو در ۲۴ اکتبر ۲۰۰۰ در مرسین، ترکیه به دنیا آمد.